# Marine Kustbatterij Heerenduin

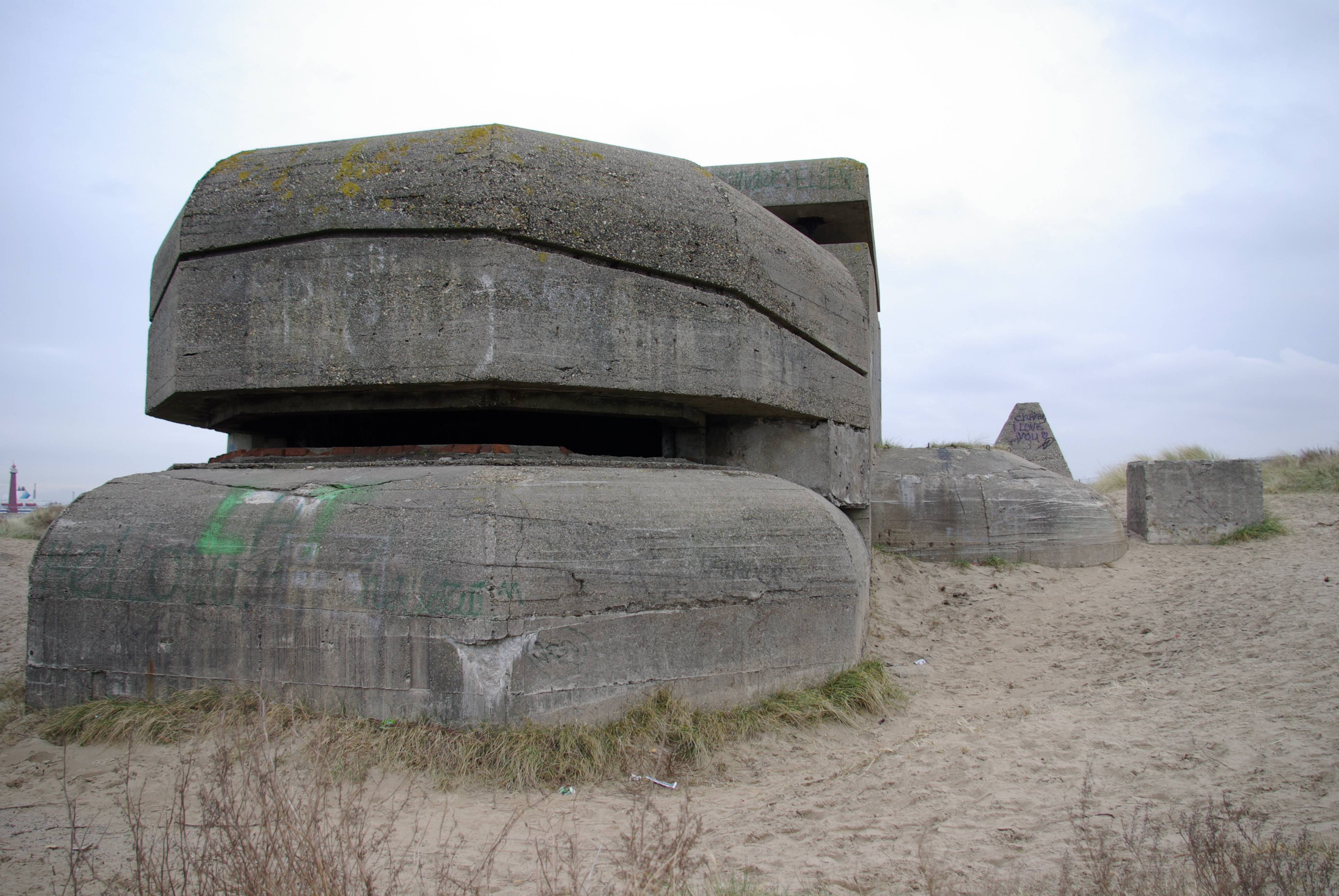
Marine Kustbatterij Heerenduin.

De Marine Kustbatterij Heerenduin te IJmuiden in Nederland is een kustbatterij die in de Tweede Wereldoorlog door de Duitse bezetter is gebouwd als onderdeel van de Atlantikwall.
Het bunkercomplex ligt ten zuiden van de zuidpier van IJmuiden en was met haar vier stukken 17cm-geschut onderdeel van de Festung IJmuiden. De batterij heette in het Duitse jargon: M.A.A. 4./201, de vierde batterij van de marine artillerie afdeling 201.
De batterij bestaat uit vier geschutsbunkers type M272, drie munitiebunkers van het type Fl246 en het type 134. Centraal in de batterij ligt de commandobunker type M178.

## Museum
De batterij is nog altijd aanwezig en vrij te bezoeken. Het Bunker Museum IJmuiden is gevestigd in enkele personeelsonderkomens van de batterij. Op de camping achter de batterij liggen nog vele andere personeelsbunkers. De bunkers op de camping zijn niet (vrij) te bezoeken.
In het verlengde van batterij Heerenduin is batterij Olmen gelegen.